# Max von Gallwitz
Max Karl Wilhelm von Gallwitz (1852. május 2. – 1937. április 18.) első világháborús német tábornok volt. Kitüntetéssel szolgált mind a nyugati, mind a keleti fronton.

## Élete
Gallwitz a sziléziai Breslau (Wrocław) városban született.

## Katonai karrierje
Az első világháború kitörésekor a nyugati fronton volt egy önálló lovashadtest parancsnoka, részt vett Namur ostromában. 1914. augusztus végén a keleti frontra vezényelték, ahol Hindenburg tábornok parancsnoksága alatt a német 8. hadsereg parancsnoka lett. 1915-ben átvette a német 12. hadsereg parancsnokságát, és August von Mackensen tábornok mellett részt vett a galíciai hadjáratban. A hadjáratban szerzett érdemeiért (kiemelkedő parancsnoki képességeiért, a hadjárat gondos előkészítéséért, valamint az orosz Pultusk erődítmény és Narev elfoglalásáért) megkapta a német császárság legmagasabb katonai kitüntetését, a Pour le Mérite érdemrendet. Az 1915 nyarán folytatott harcok során még egy kitüntetést kapott.
1915 vége felé átvette von Mackensentől a 11. hadsereg parancsnokságát (Gallwitz-hadseregcsoport) és irányította a Szerbia elleni német hadjáratot.
1916 márciusában ismét a nyugati frontra helyezték át, ahol előbb a verduni csata hadműveleteiben vett részt, majd a somme-i csata során a brit–francia támadás elleni a 2. német hadsereg védekezését irányította.
1916. augusztus és 1918. november között a német 5. hadsereg parancsnoka volt, ebben a minőségében irányította az amerikai hadsereg egységei ellen vívott saint-mihieli csata hadműveleteit, illetve részt vett még a III. ypres-i csatában.
A háború után a Német Nemzeti Néppárt képviseletében a Reichstag képviselője lett (1920–1924).

## Érdekesség

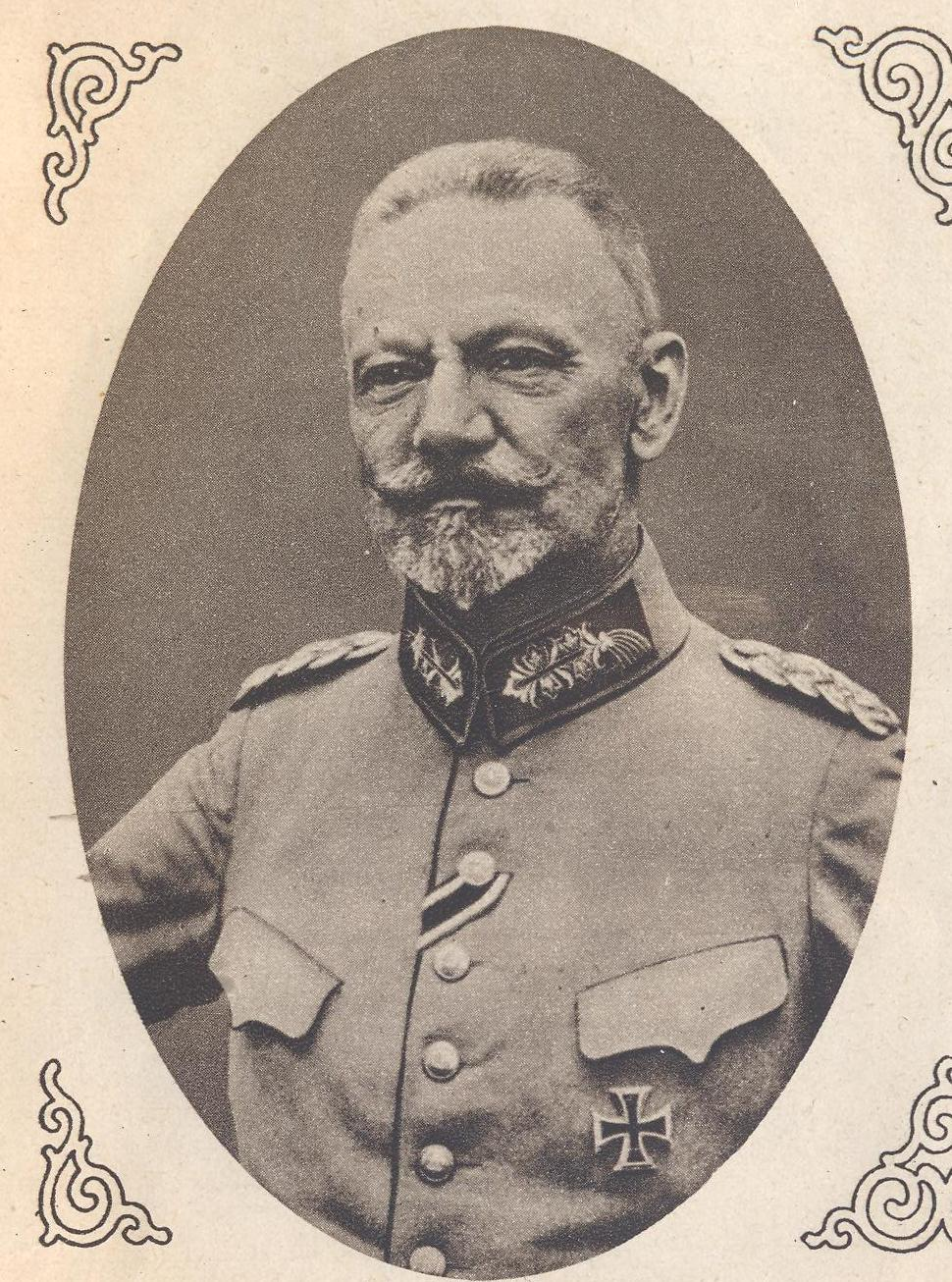
Max von Gallwitz, 1915

A Gyávák és hősök (Lions for Lambs) 2007-es amerikai filmdrámában Max von Gallwitzot idézik, aki a somme-i csata során ezt mondta a brit hadseregről: „Még sosem láttam, hogy az oroszlánok seregét ilyen bárányok vezették volna.” A The Times filmkritikája is kiemeli, hogy bár feltehetően von Gallwitz mondása volt ez, de tulajdonképpen Nagy Sándor hasonló kijelentéséből származik.

## Fordítás
- Ez a szócikk részben vagy egészben  a   Max von Gallwitz című angol Wikipédia-szócikk fordításán alapul.  Az eredeti cikk szerkesztőit annak laptörténete sorolja fel. Ez a jelzés csupán a megfogalmazás eredetét és a szerzői jogokat jelzi, nem szolgál a cikkben szereplő információk forrásmegjelöléseként.